# Azja Wschodnia (region fizycznogeograficzny)
Azja Wschodnia – wielki region fizycznogeograficzny wyróżniany w Azji na podstawie ogólnych cech środowiska przyrodniczego. 
Według Z.Czeppego, J.Flisa i R.Mochnackiego w skład Azji Wschodniej wchodzą: 
- Chiny monsunowe
- Mandżuria (Chiny północno-wschodnie)
- Półwysep Koreański
- Wyspy Japońskie

Tak samo określa Azję Wschodnią J.Mityk w swej "Geografii fizycznej części świata" z 1975, który tylko Koreę określa jako Masyw Chińsko-Koreański. Natomiast "Słownik geografii świata" z 1977 zalicza do Azji Wschodniej także pacyficzne regiony ZSRR, wyłączone z Azji Północnej.